# 脱氧葛雌素
脱氧葛雌素是一种植物雌激素，化学式C20H22O5，存在于野葛根（Pueraria mirifica）中，遇见空气会氧化成葛雌素。